# Guerra de dragones
Guerra de dragones (también conocido como War of Dragons o WOD es un juego de roles de la clase epica que es originariamente del país de Rusia. En este juego participa un hermoso caballero que tendrá que salvar a tres princesas que fueron capturadas por una bruja que hará lo imposible por impedir el objetivo del caballero. Esta buscara apoyo en dragones aliados que trataran de matar al buen caballero. así mismo este contactara al dragón más poderoso que existió, librándose una gran batalla.
Guerra de dragones cuenta con más de 8.000.000 de usuarios registrados en todo el mundo. En Rusia ha sido distinguido en repetidas ocasiones con el premio a los mejores resultados en internet (Premia Runeta) y se ha convertido en un objeto de culto.
La principal característica que distingue a Guerra de dragones de otros juegos es su sistema de lucha completamente animado.

## Financiación
Guerra de dragones es gratuito y puede jugarse desde el navegador sin necesidad de descargas. El juego no requiere el pago de tasas mensuales, pues se basa en el modelo de negocio conocido como free to play, en el que los ingresos provienen principalmente de las tiendas del juego, en las que los jugadores pueden adquirir una gran variedad de objetos como armaduras o armas a cambio de dinero del juego (oro). Los jugadores obtienen pequeñas cantidades de oro, plata o cobre como recompensa cuando vencen a monstruos o superan una misión. Asimismo, los jugadores pueden comprar diamantes o rubíes (dos tipos de monedas del juego) para canjearlos por oro en los bancos de su continente. Su excepcional promedio de ingresos por usuario (ARPU por sus siglas en inglés) demuestra el éxito de este modelo de negocio.

## Mundo Faeo
El escenario de Guerra de dragones es el mundo de fantasía Faeo, en el que humanos y magmares se enfrentan en una encarnizada guerra por la supremacía desde hace siglos. Ambas razas habitan en sendos continentes, llamados Ogria y Jair, en los que tienen lugar la mayor parte de los acontecimientos. Además de estos continentes, existen también otros lugares como las Islas Fei-Go, el Mundo Submarino y el océano Baluártico. En el mundo de Guerra de dragones puede encontrarse una amplia variedad de paisajes: estepas, bosques, mesetas, ciénagas, ciudades, aldeas... A esto hay que añadir instancias y campos de batallas en ubicaciones como cuevas, templos o fortalezas.
En las crónicas del juego se narra la historia del mundo Faeo desde su creación hasta la actual Época de los dragones: una lucha constante por mantener el equilibrio entre el bien y el mal y por controlar el caos. Sheara, la señora de los dragones, custodia el equilibrio junto con sus dos dragones, Striagorn y Erifarius, los protectores de las razas magmar y humana. Pero el equilibrio está en peligro: el poder devastador del caos, que adopta la forma del temible ejército del caos, pero también de la caoticidad que sus criaturas propagan, obliga a magmares y humanos a dejar de lado sus diferencias para poder salvar su mundo.

## Funcionamiento del juego
Los jugadores pueden realizar misiones y luchar contra monstruos para conseguir puntos de experiencia (que posibilitan la subida de nivel) o recompensas en forma de objetos o dinero del juego. Durante el transcurso del juego al jugador se le abrirá un abanico de posibilidades: la obtención de una profesión, la adquisición de reputación de los distintos grupos, la compra de monturas o mascotas y el aprendizaje de magia (más información en Elementos del juego).

### Mecánica del juego
Los jugadores dirigen a sus personajes a través de distintas vistas vinculadas entre sí en las que pueden interactuar con el entorno. Desde la vista estática de la ubicación puede accederse al modo de caza, donde se visualiza el mapa a vista de pájaro para poder atacar a monstruos o recoger recursos. Su dinámico sistema de lucha en tercera persona está totalmente animado y utiliza gráficos de dos dimensiones y tecnología flash. El jugador puede ver como su personaje lucha contra el enemigo.
La victoria o la derrota no solo dependen de las características del personaje, sino también de la táctica empleada. Por ejemplo, pueden usarse combinaciones especiales de golpes (llamadas supergolpes), o diversas ayudas como elixires, pergaminos y amuletos que fortalecen al personaje o debilitan a su enemigo. Además, las potentes armas y armaduras aumentan ciertas características del personaje como por ejemplo la fuerza, la resistencia y la habilidad.
El juego ofrece diversas formas de interacción con los otros jugadores: es posible formar grupos, crear clanes o unirse a clanes existentes, comerciar, entrar en instancias y campos de batalla o participar en eventos. Asimismo, también es posible la comunicación a través del chat del juego o del foro. Es recomendable buscar la colaboración de otros jugadores, pues resulta casi imposible vencer a algunos monstruos sin ayuda.

### Estilos de lucha
Existen tres diferentes estilos de lucha: astuto, rompehuesos y atleta. En cada estilo ciertas características poseen mayor importancia que otras. Mientras que las armaduras de los astutos aumentan la posibilidad de esquivar ataques, la variante rompehuesos aumenta los golpes críticos gracias a sus armas de dos manos. Las pesadas armaduras de los atletas, en cambio, confieren más resistencia. Los jugadores eligen su estilo de lucha al seleccionar una armadura determinada.

### Razas
Al registrarse, los jugadores deben decidirse por una de las dos razas: los sabios humanos o los intrépidos y salvajes magmares. Existen diferencias en las características de ambas razas. Además, cada raza habita en un continente, parecidos pero no idénticos en su estructura y distribución. La elección de una raza determina en qué continente habitará el jugador, aunque es posible viajar a las tierras de la fracción enemiga. Es posible atacar directamente a los jugadores de la raza contraria tanto en el continente propio como en el del enemigo. Esta característica especial posibilita en principio que se produzcan combates PvP (jugador contra jugador) en cualquier momento y lugar.

### Sistema de grados
Existen 15 grados diferentes: desde recluta hasta soberano. Los nuevos jugadores se convierten automáticamente en reclutas. Para subir de rango es necesario obtener puntos de valor, que pueden adquirirse principalmente en los campos de batallas, en los que los miembros de ambas razas se enfrentan en batallas PvP. Los grados son esenciales para conseguir armas y armaduras especialmente poderosas que pueden influir de forma decisiva en el resultado de los combates.

## Elementos del juego

### Profesiones
Los jugadores tienen a su elección nueve profesiones diferentes, de las que pueden seleccionar hasta tres. Se dividen en profesiones de extracción, productivas y libres. Los jugadores pueden elegir una profesión de cada categoría.
Las profesiones de extracción sirven para obtener recursos, mientras que las profesiones productivas crean nuevos recursos con la ayuda de recetas. Ambos tipos de profesiones pueden combinarse para poder procesar uno mismo los recursos obtenidos (por ejemplo, un geólogo puede convertirse en joyero para crear objetos a partir de las piedras que ha recogido con su profesión de extracción). En el caso de las profesiones libres de ladrón/cerrajero, curandero y verdugo, el jugador se decide por la vocación que más le interese.
| Profesiones de extracción | Profesiones productivas | Profesiones libres |
| ------------------------- | ----------------------- | ------------------ |
| Herbolario                | Alquimista              | Ladrón/cerrajero   |
| Pescador                  | Brujo                   | Curandero          |
| Geólogo                   | Joyero                  | Verdugo            |

### Reputaciones
Los jugadores pueden aumentar su reputación ante un grupo de personajes no jugadores (PNJ) mediante la entrega de recursos y reliquias, la participación en campos de batalla específicos o al acabar con determinados monstruos. Existen 16 reputaciones, entre las que se cuentan caballeros, cazadores, dioses, distintos pueblos, etc.
A partir de un determinado nivel de reputación, los jugadores tienen acceso a objetos específicos como por ejemplo pergaminos y amuletos especiales o extraños artilugios. Algunas reputaciones, como en el caso de los mercenarios o los Señores del Mal y la Hermandad de la Virtud, están enfrentadas, por lo que un aumento de la reputación de uno de estos grupos significará automáticamente la pérdida o disminución de la reputación contraria.

### Monturas
Los jugadores pueden elegir entre más de 20 monturas diferentes que se distinguen por su nivel y características: desde una cabra a un tigre, pasando por panteras, rinocerontes, pájaros y otras muchas criaturas fantásticas. Para invocarlas se emplean amuletos especiales. Las monturas ayudan al jugador en sus combates, aumentan su velocidad de traslado entre las ubicaciones y le permiten transportar un mayor número de objetos en la mochila. Los amuletos de las monturas pueden adquirirse al realizar misiones o en las tiendas del juego. Algunas monturas pueden evolucionarse para otorgarles habilidades especiales, como por ejemplo las mordeduras venenosas.

### Eventos cíclicos
Los eventos cíclicos son acontecimientos integrados en el transcurso del juego que se repiten periódicamente, como la aparición de monstruos o recursos extraordinarios en un lugar determinado. Cualquiera puede participar sin tener que apuntarse previamente. La participación regular en estos eventos aumenta la influencia del jugador en diversas zonas del mundo Faeo. Los jugadores reciben recompensas al alcanzar distintos niveles de influencia. Además, la influencia es necesaria para poder adquirir mascotas.

### Mascotas
Las mascotas son pequeñas criaturas como búhos, cachorros, hadas o erizos que acompañan al jugador. Sirven de ayuda en el combate, pues emplean diversos efectos de forma autónoma. Puede someterse a las mascotas a un entrenamiento para desarrollar sus características. Además, las mascotas suben de nivel al igual que su dueño, pues adquieren el 10% de la experiencia de este. La experiencia aumenta la frecuencia de uso de los efectos en el combate.

### Clanes
Un clan es una alianza formada por varios jugadores, parecida a los grupos que se forman en otros juegos. Los miembros de un clan realizan tareas y misiones comunes, organizan combates o se unen simplemente movidos por el deseo de formar un grupo social y comunicarse entre ellos. Los miembros del clan tienen acceso al canal específico de chat y al tesoro del clan. Al igual que los jugadores, los clanes pueden subir de nivel. Los clanes de nivel dos o superior pueden participar en el asedio del castillo y conseguir el control de sus dominios.

### Magia
Los jugadores deben alcanzar el nivel once para convertirse en magos de combate. Dicho nivel es relativamente elevado. La utilización de magia ofrece a los jugadores una gran variedad de opciones en el combate que no están disponibles para el resto de jugadores. Los usuarios pueden elegir entre seis escuelas de magia: del aire, del agua, de la luz, del fuego, de la tierra y de las sombras. Cada raza tiene acceso solo a tres de estas escuelas. Las escuelas de magia están vinculadas a uno de los tres estilos de lucha. Los jugadores pueden emplear distintos grimorios para aprender conjuros de su escuela de magia que después podrán usar contra sus oponentes.

## Eventos
Se organizan varios eventos semanalmente. Dichos eventos profundizan en la historia del juego o le añaden nuevos capítulos, o bien conmemoran distintas ocasiones festivas. Los eventos pueden celebrarse una única vez o bien repetirse semanalmente. Existen eventos únicos, pero también eventos que se repiten de forma regular o aleatoria. Todos los eventos se anuncian en la sección de novedades del juego.
A los jugadores se les ofrece así durante un breve periodo la opción de adquirir objetos poco comunes o mejorar las características de su personaje, como por ejemplo su puntuación de valor. Para ello solo tienen que participar en torneos, resolver acertijos o responder preguntas sobre el juego, reunir objetos o acudir a diversos eventos especiales. Los eventos suelen estar organizados en forma de misiones especiales, eventos PvE (jugador contra entorno), eventos PvP, o diversos tipos de promociones comerciales.

## Actualizaciones
Guerra de dragones recibe actualizaciones periódicas en las que se añaden nuevos elementos al juego y a su interfaz, se revelan nuevos terrenos antes desconocidos o se agrega contenido adicional.
Tras su estreno en noviembre de 2009, la primera y mayor actualización hasta el momento se realizó en junio de 2013. En dicha actualización, entre otras mejoras, se añadieron nuevas funciones, se amplió el contenido y se introdujeron nuevos territorios como Las tierras del mediodía y nuevas instancias como la Ciudad prohibida, así como las nuevas armaduras de nivel 16 en adelante.
Los planes de futuro incluyen la fusión de todos los servidores de las distintas versiones lingüísticas del juego en uno para posibilitar la celebración de batallas entre equipos provenientes de distintos servidores.